# ZynAddSubFX

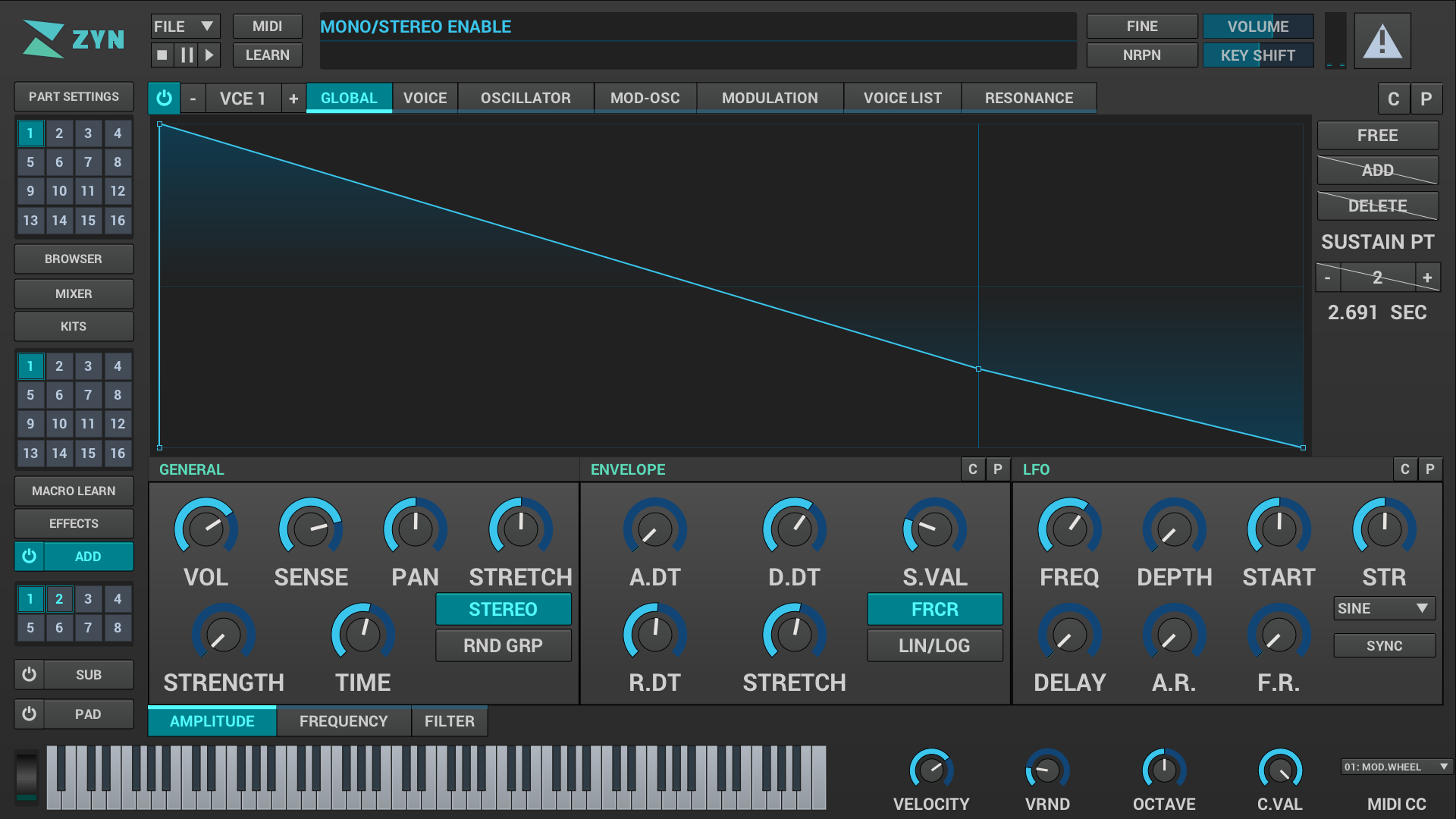
ZynAddSubFX sous GNU/Linux

ZynAddSubFX est un synthétiseur logiciel pour Linux et Windows sous licence GPL, doté d'une interface relativement simple, capable de fabriquer un nombre sans fin d'instruments, de la simulation d'appareils existants à des conceptions nouvelles.
L'auteur de ce programme est Nasca Octavian Paul, un mathématicien roumain passionné par l'informatique et la musique.
ZynAddSubFX peut être utilisé comme greffon de LMMS.

## Principales caractéristiques
- synthétiseur temps réel
- synthétiseur polyphonique (peut jouer plusieurs notes à la fois) et multitimbral (peut jouer plusieurs instruments à la fois).
- 3 moteurs de synthèse
- gammes microtonales (limitées à 128 notes par octave)
- les instruments peuvent être groupés ce qui permet de réaliser des drumkits
- effets sonores : réverbération, écho, chorus/flanger, phaser, AlienWah, distorsion, équaliseur, filtre dynamique
- les effets peuvent être utilisés comme effets globaux ou par insertion
- enveloppes complexes
- interface utilisateur intuitive à l'emploi facile
- possibilité de désactiver l'interface graphique
- plus de 300 instruments de qualité inclus

### Moteurs de synthèse
- ADsynth ou ADnote est un moteur complexe qui calcule les sons en additionnant un nombre de voix. Chacune a des filtres, des enveloppes, des LFOs, du morphing sonore, des modulateurs (en anneau ou en phase, les modulateurs peuvent avoir des formes arbitraires), des résonateurs, etc. Chaque voix comporte un générateur de forme d'onde puissant qui peut générer jusqu'à 128 harmoniques sinusoïdales ou non sinusoïdales. La synthèse de Fourrier peut être utilisée ainsi que le filtrage ou la déformation de fonctions. L'antialiasing est inclus dans le moteur.

- SUBsynth ou SUBnote est un moteur simple qui calcule les sons par soustraction d'harmoniques de sons d'un bruit blanc.

- PADsynth ou PADnote est un moteur récent qui se veut l'aboutissement des recherches de l'auteur de ZynaddSubFX.